# Manuela Machadová
Maria Manuela Machado (* 9. srpna 1963 Viana do Castelo) je bývalá portugalská atletka, která se věnovala maratonskému běhu.
V roce 1995 se stala mistryní světa v maratonu, získala na této trati rovněž dvě stříbrné medaile ze světových šampionátů (v letech 1993 a 1997). V roce 1994 se stala v Helsinkách mistryní Evropy v maratonu, o čtyři roky později v Budapešti titul obhájila.

## Vyznamenání
- důstojník Řádu prince Jindřicha – Portugalsko, 9. července 1995[1]
- velkokříž Řádu za zásluhy – Portugalsko, 6. října 1998[1]